# Camille Durutte
François Antoine Camille Comte Durutte, Graf von Ypern (* 15. Oktober 1803 in Ypern; † 24. September 1881 in Paris), war ein französischer Musiktheoretiker und Komponist.
Der Sohn des Generals Joseph Durutte bereitete sich selbst auf eine militärische Laufbahn vor. Er besuchte das Lycée Louis-le-Grand in Paris und von 1823 bis 1825 die École polytechnique. Nach dem Tod seines Vaters wandte er sich 1827 jedoch der Musik zu.
Er entwarf eine mathematische Musiktheorie, bei der er sich auf Arbeiten Wronskis bezog und die er in den Schriften Esthétique musicale (1855) und Technie harmonique (1876) darstellte. Seine Theorien erwiesen sich als unfruchtbar für die Praxis und wurden nur vereinzelt, z. B. durch Edgar Varèse, aufgenommen.
Daneben komponierte Durutte mehrere Opern, kirchenmusikalische Werke und Kammermusik.

## Schriften
- Esthétique musicale: Technie ou Lois générales du système harmonique, 1855
- Résumé élémentaire de la Technie harmonique et complément de cette Technie, 1876